# Parde
Parde, noto col titolo internazionale di Closed Curtain, è un film del 2013 diretto da Jafar Panahi e Kambuzia Partovi.